# René Holm

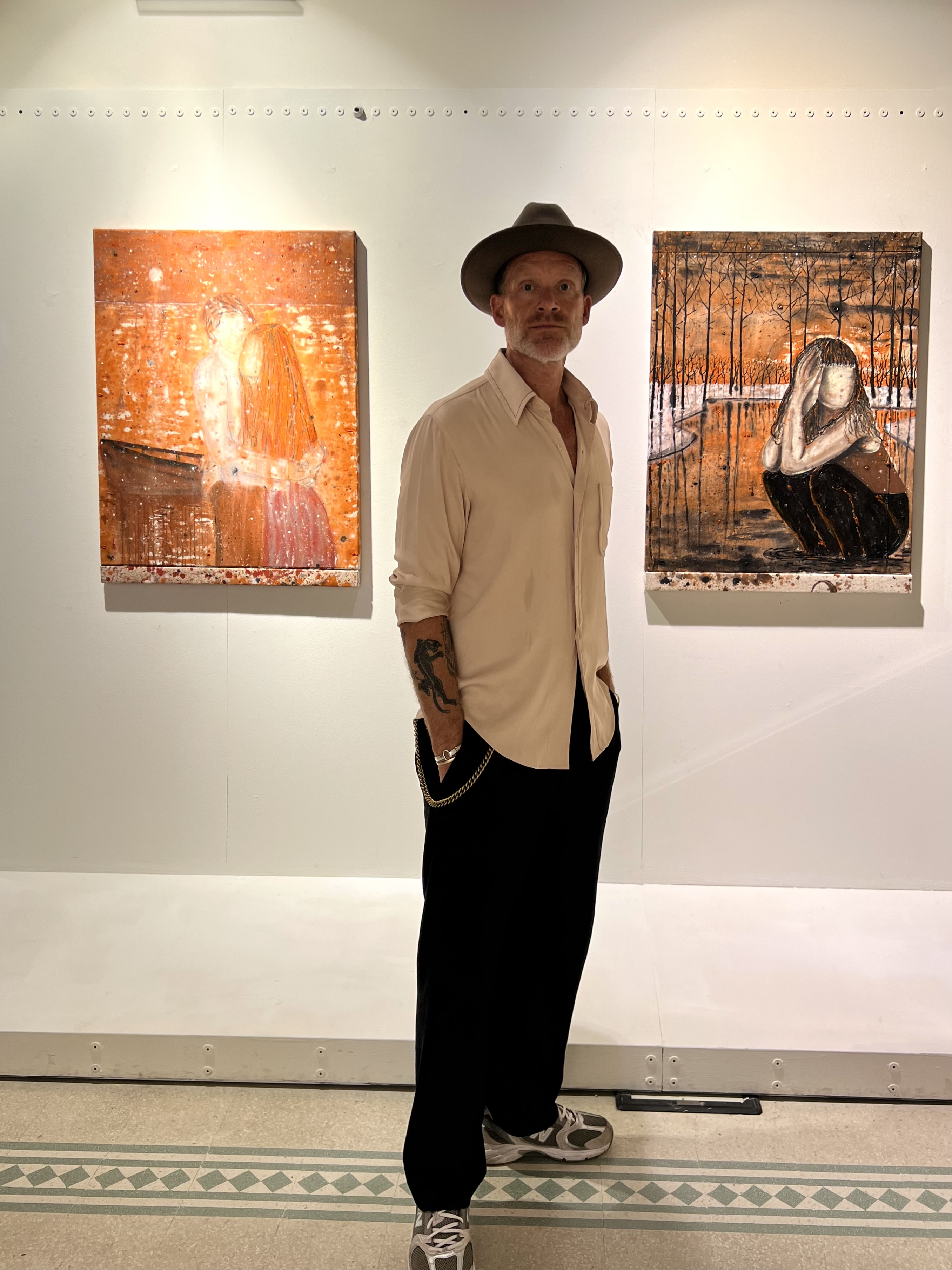
Museuo Irpino Italy 2024

René Holm (ur. 1967 w Esbjerg) – duński artysta. Znany z eksploracji tematów ludzkich i odchyleń społecznych, sztuka Holma obejmuje szereg mediów, łącząc szczegółowe pociągnięcia pędzla i eksperymentalne podejścia. Jego prace są głęboko zaangażowane w tematy egzystencjalne i często eksplorują życie osób żyjących poza głównym nurtem norm społecznych. Holm, mieszkający między Esbjerg a Berlinem, wystawiał swoje prace na arenie międzynarodowej, prezentując swoje dzieła w muzeach i galeriach na całym świecie.

## Wczesne życie i edukacja
René Holm urodził się w 1967 roku w Esbjerg w Danii. Kontynuował edukację artystyczną w Aarhus Art Academy, gdzie studiował od 2001 do 2006 roku. W tym czasie doskonalił swoje umiejętności w różnych formach sztuki, w tym w malarstwie, rzeźbie i grafice, które później zdefiniowały jego styl artystyczny.

## Kariera artystyczna
Holm jest znany ze swoich impastowych obrazów olejnych, charakteryzujących się grubymi, teksturowanymi warstwami, które łączą zarówno wymiary wizualne, jak i dotykowe. Jego prace często zagłębiają się w życie osób żyjących w odizolowanych lub niezgodnych z normami społecznymi środowiskach, wyrażając głębokie oburzenie społeczne wobec standardów społecznych. Jego dzieła często odnoszą się do doświadczeń osób żyjących na marginesie społeczeństwa, tworząc narrację, która jest zarówno osobista, jak i uniwersalnie rezonująca.

Jego kariera obejmuje wystawy w Danii, Europie i poza nią. Prace Holma były wystawiane w Trapholt Kunstmuseum, Viborg Kunstmuseum i Esbjerg Kunstmuseum, a także na wystawach grupowych w Kunsten Museum of Modern Art w Aalborgu. Na arenie międzynarodowej jego prace były prezentowane w muzeach w Norwegii, Włoszech, Polsce i Chinach.

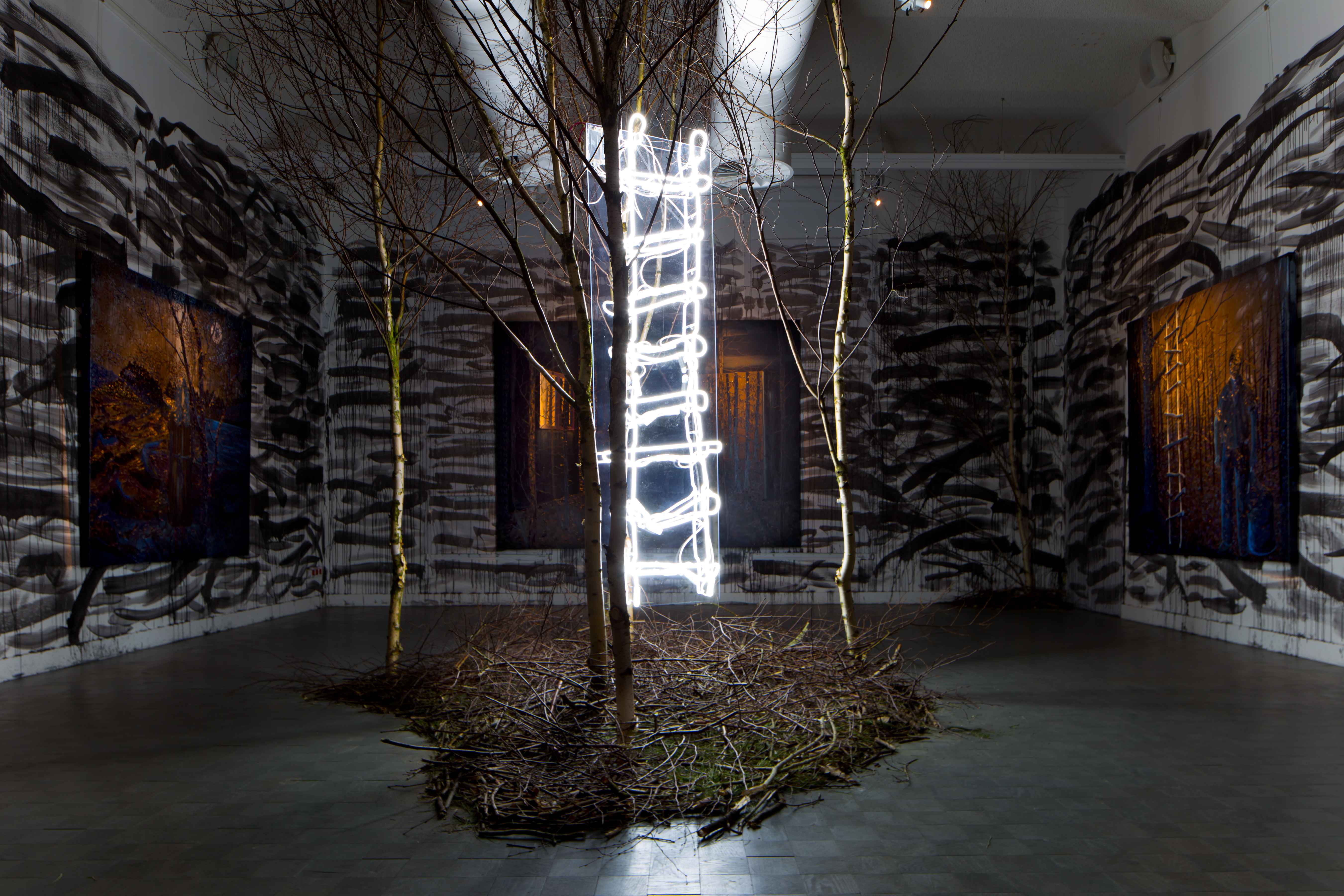
DARKNESS – TRAFO Museum Szczecin Poland 2018

## Zmiana kierunku artystycznego
Podczas pandemii COVID-19 w 2020 r. Holm eksperymentował z pigmentami na nieobrobionej bawełnie. 

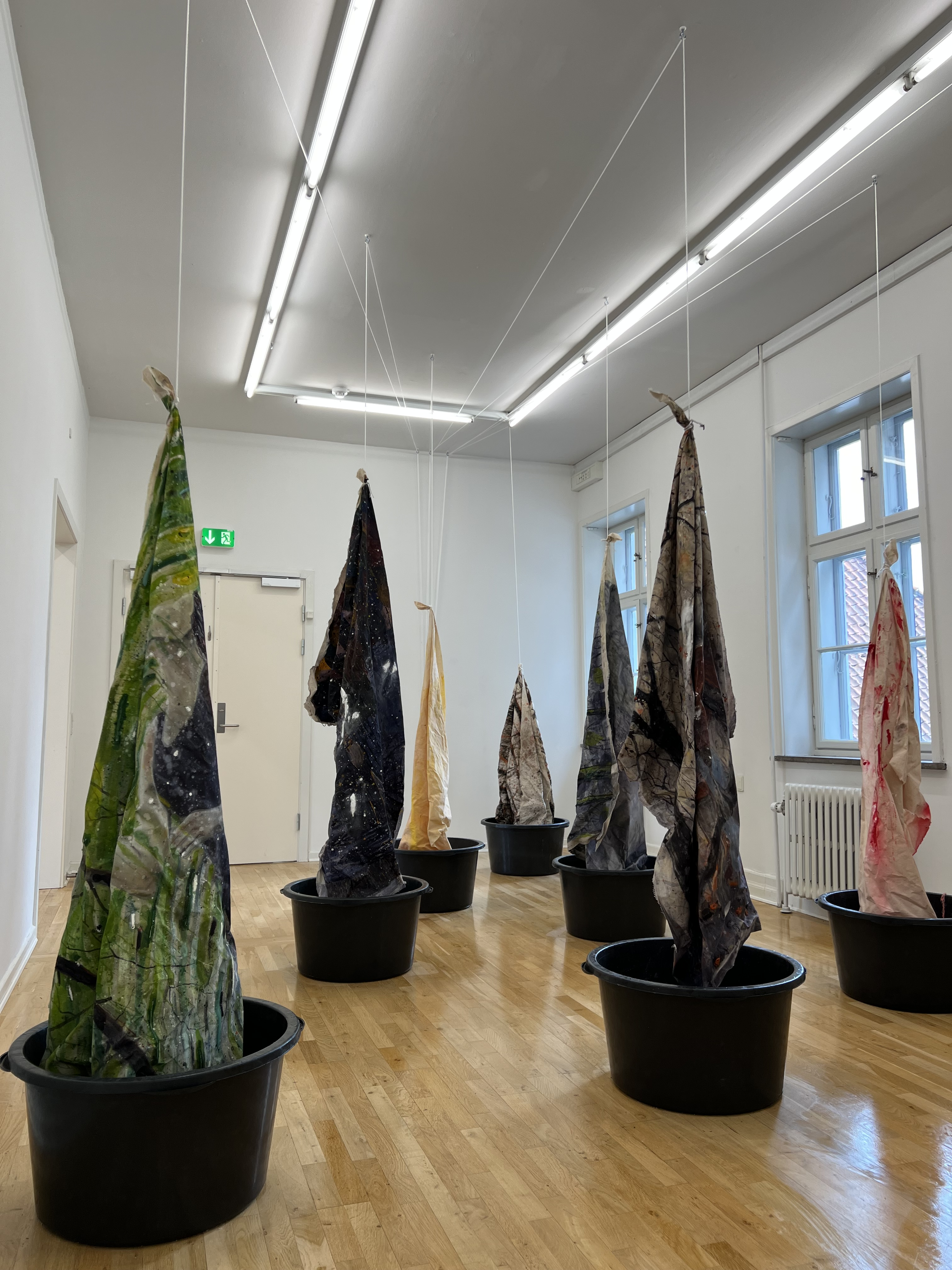
Viborg Art Museum 2023

W ostatnich latach Holm powrócił do swoich korzeni z malarstwem olejnym, skupiając się na świetle jako centralnym temacie. W jego najnowszym dorobku światło symbolizuje nadzieję, wiarę i egzystencjalne etapy życia, w tym jego wygaśnięcie lub ponowne odkrycie.
W 2017 roku René Holm założył stałą bazę w Berlinie. Nadal dzieli swój czas między Berlin i Esbjerg, gdzie utrzymuje silny związek ze swoimi korzeniami.

## Galeria

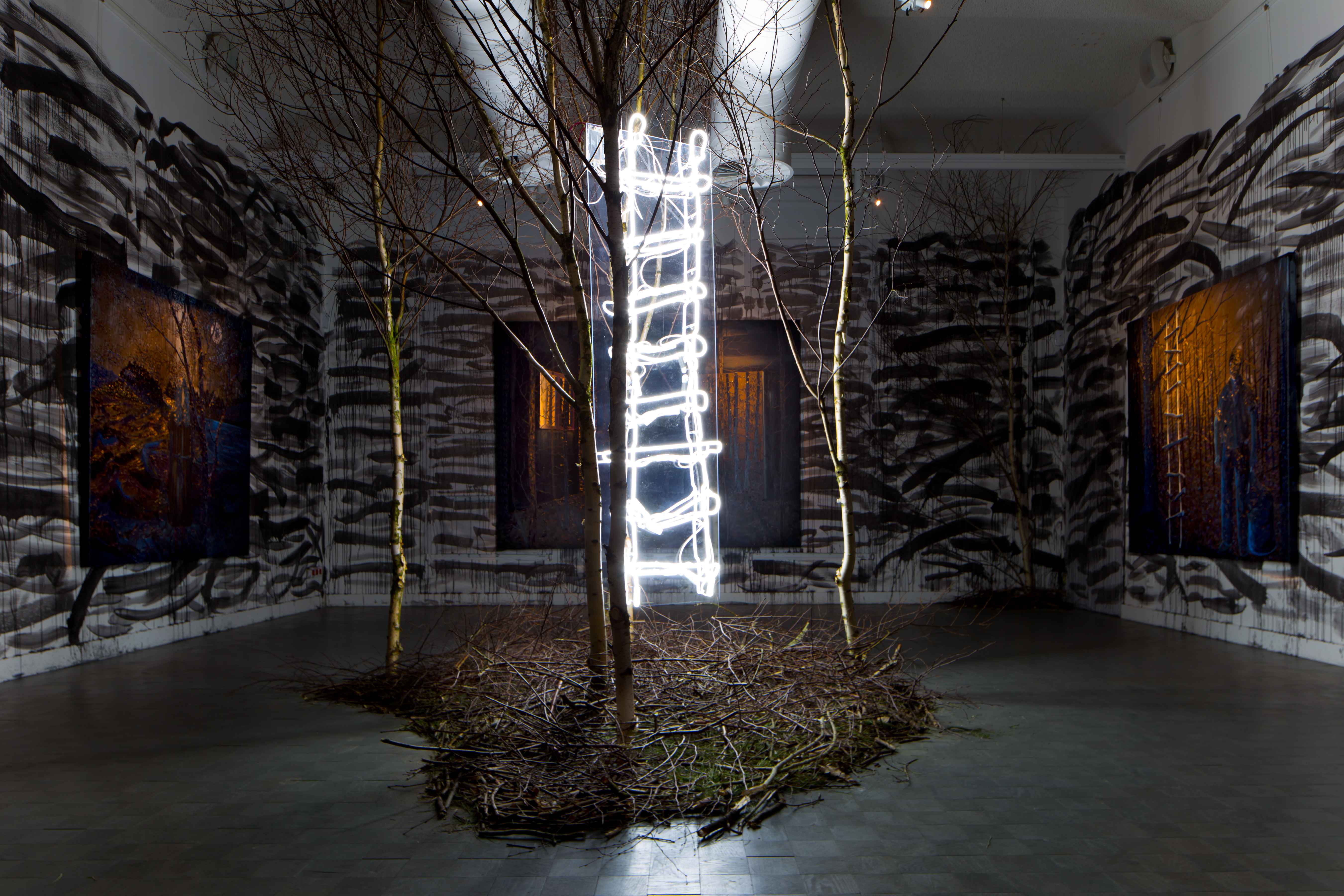
DARKNESS – TRAFO Museum Szczecin Poland 2018
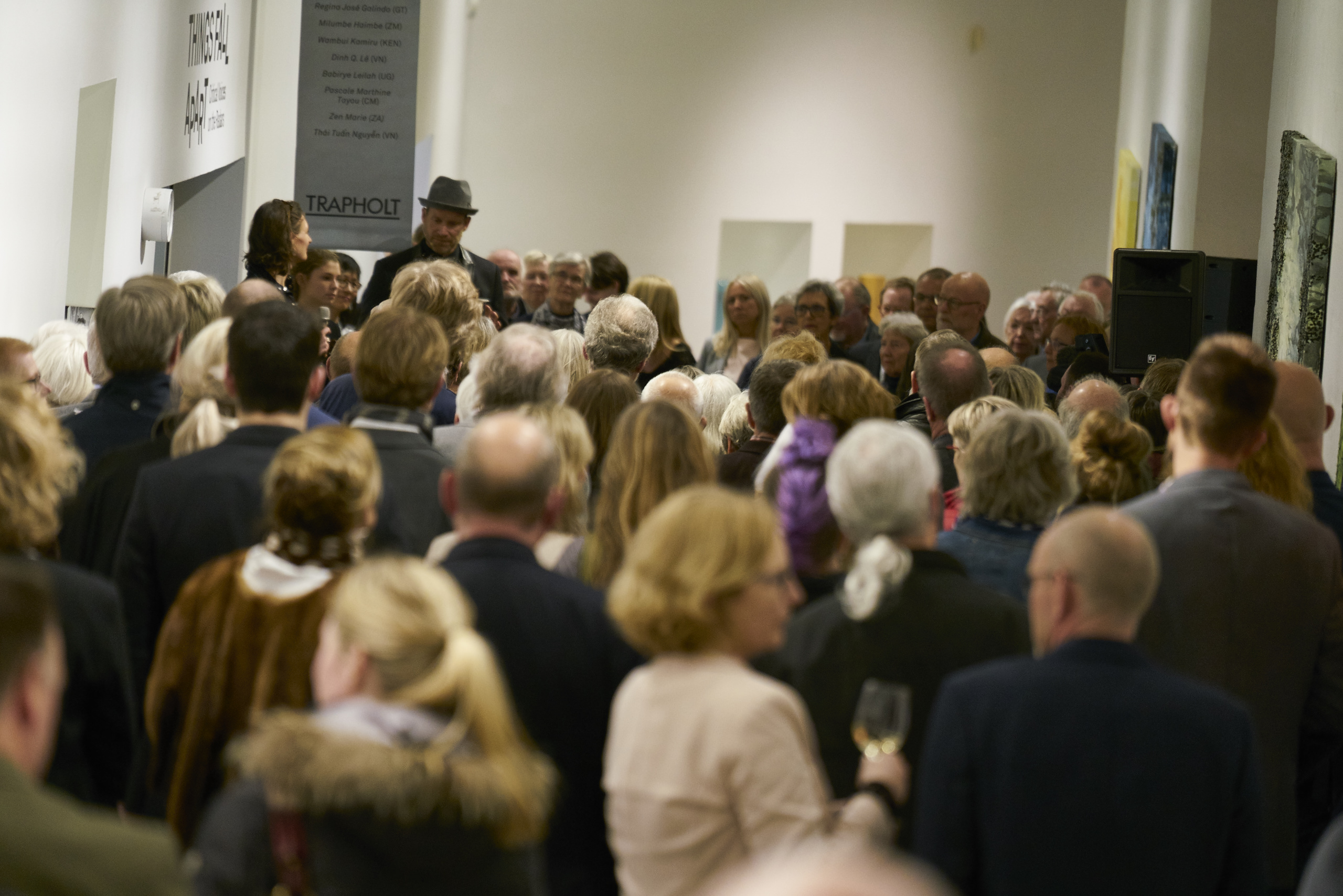
Trapholt Art Museum solo exhibition opening 2016
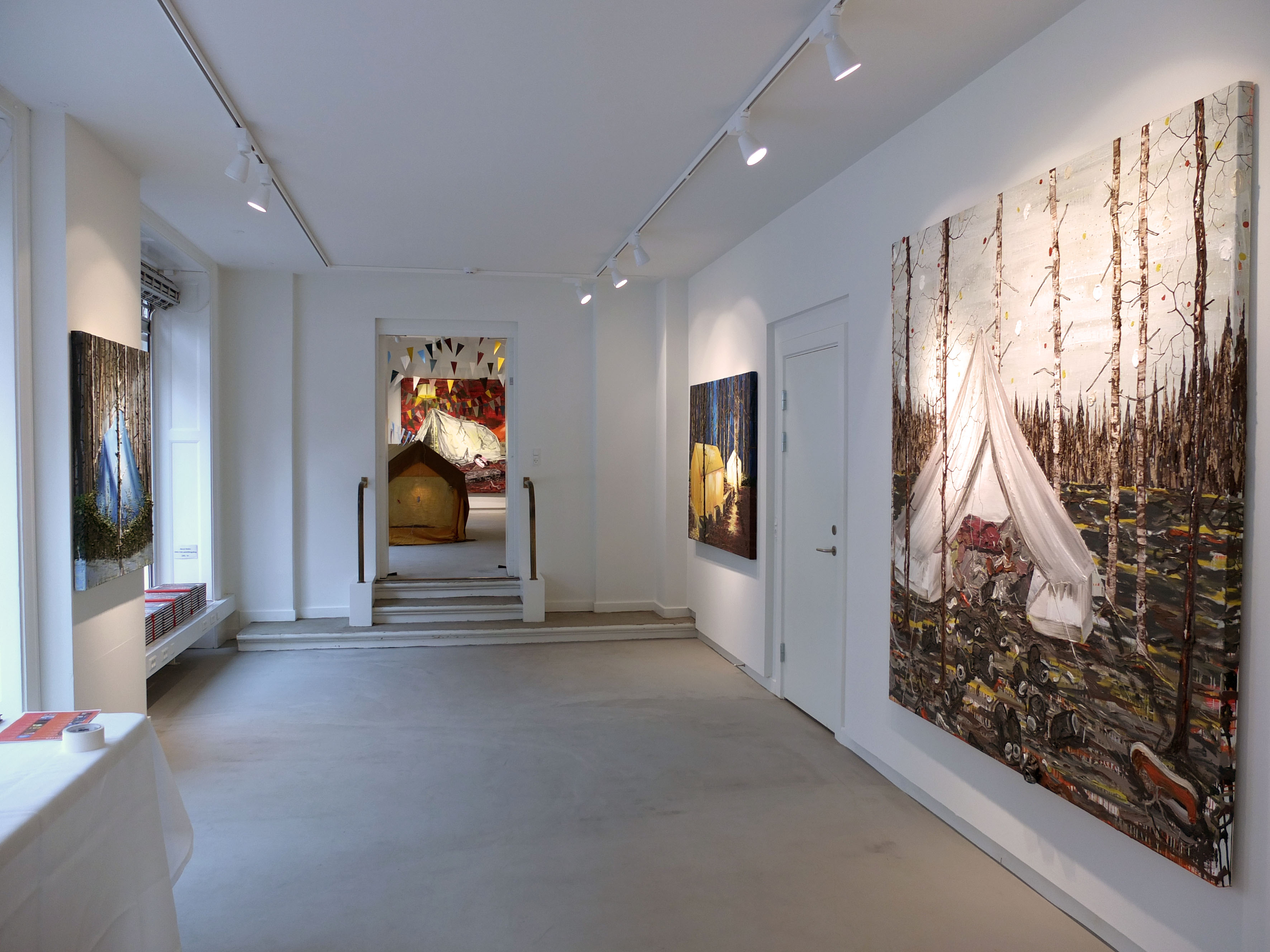
SHELTER Solo exhibition Hans Alf Gallery 2013
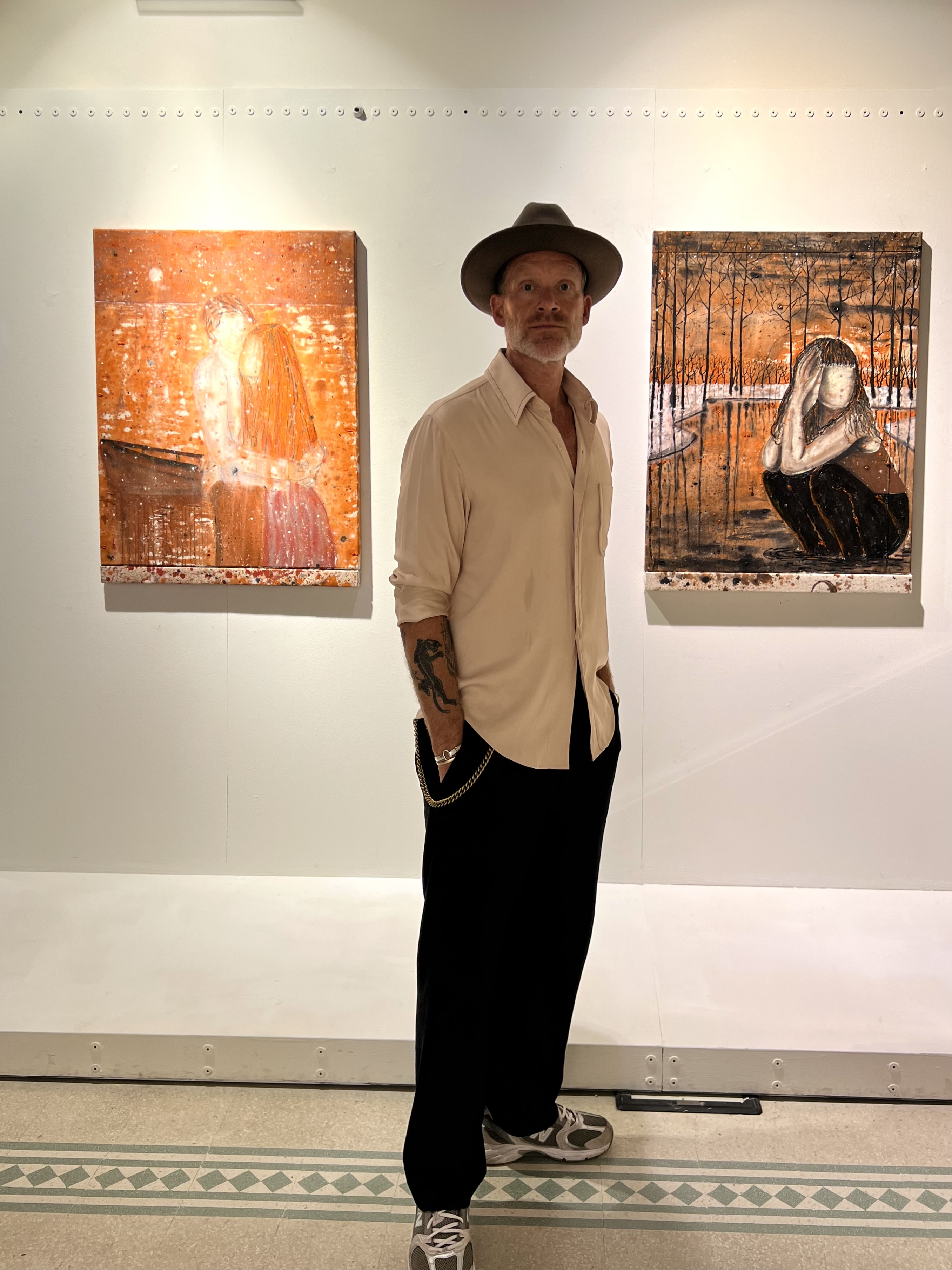
Museuo Irpino Italy 2024
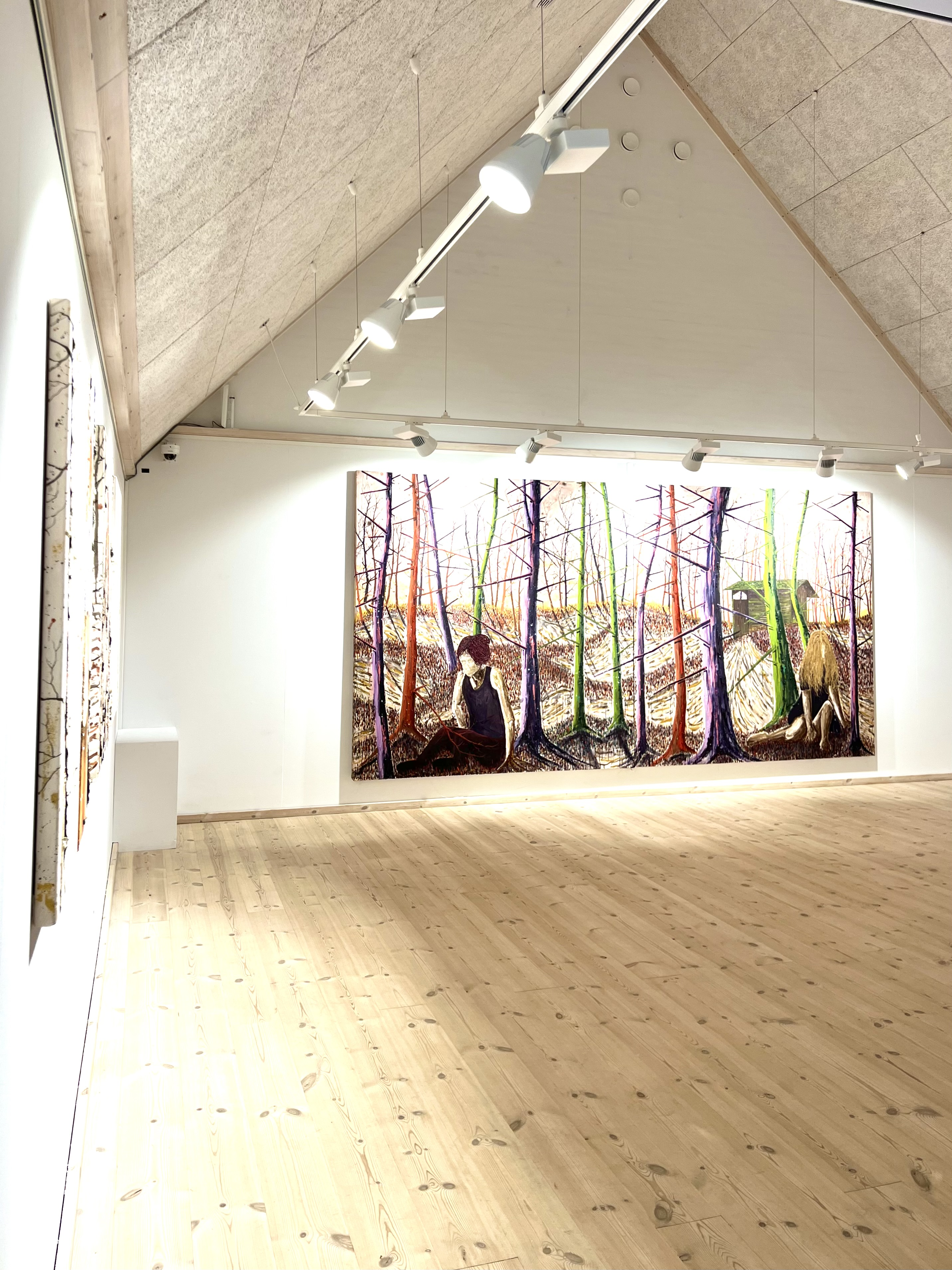
Fanø Art Museum 2024
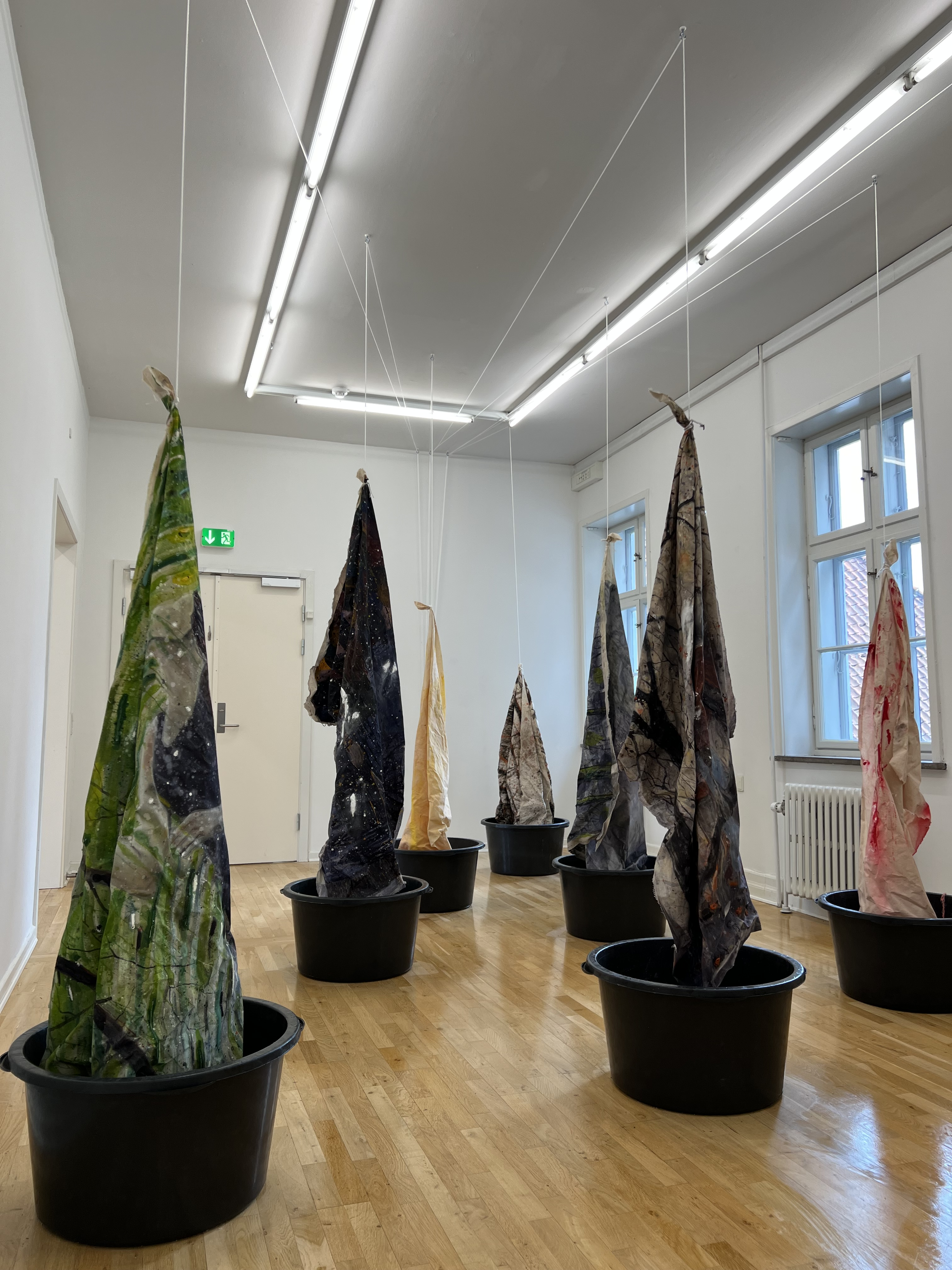
Viborg Art Museum 2023
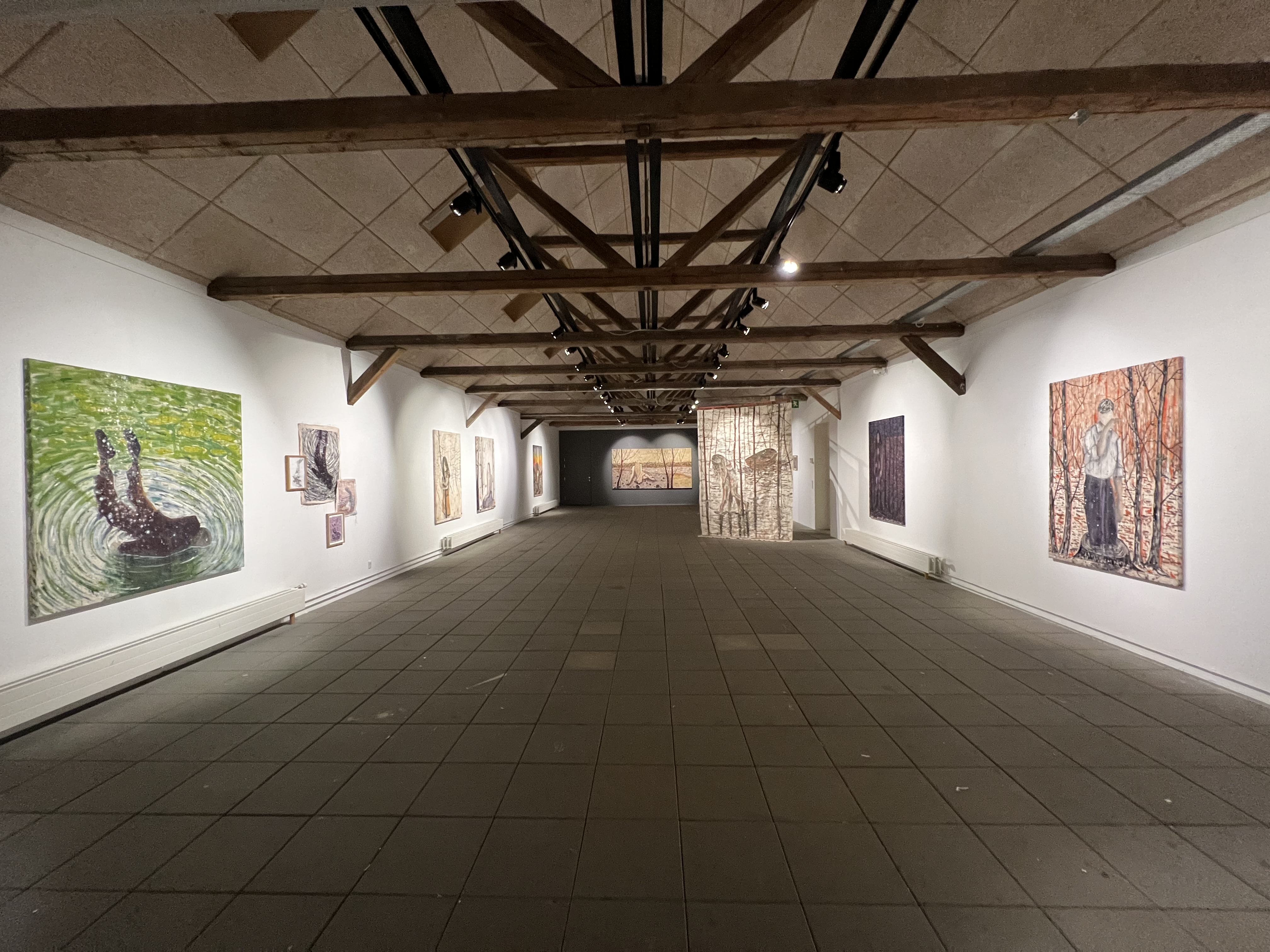
Ikast Art Museum 2023
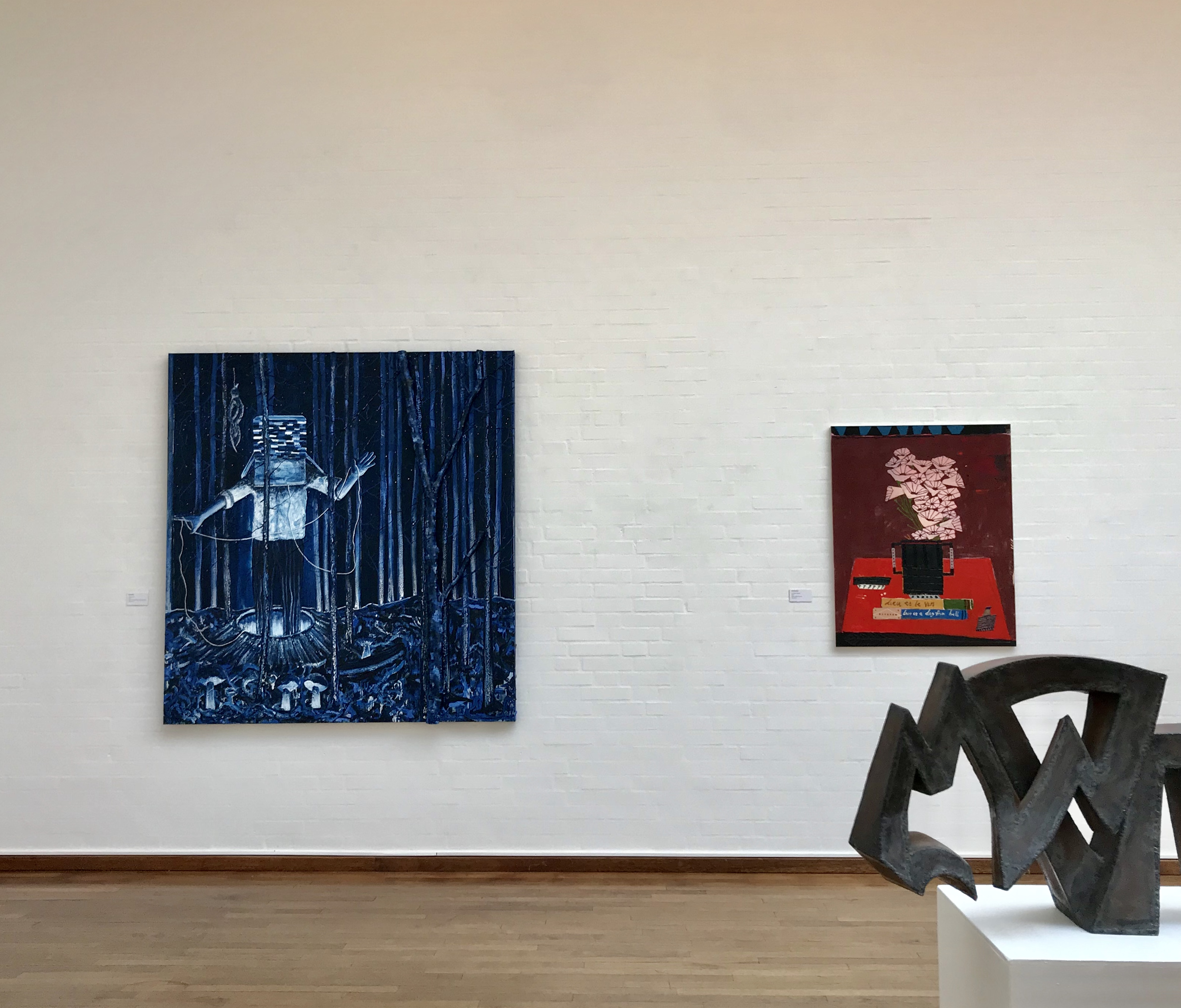
Vrå Kunstmuseum with Jordy Kerwick 2018
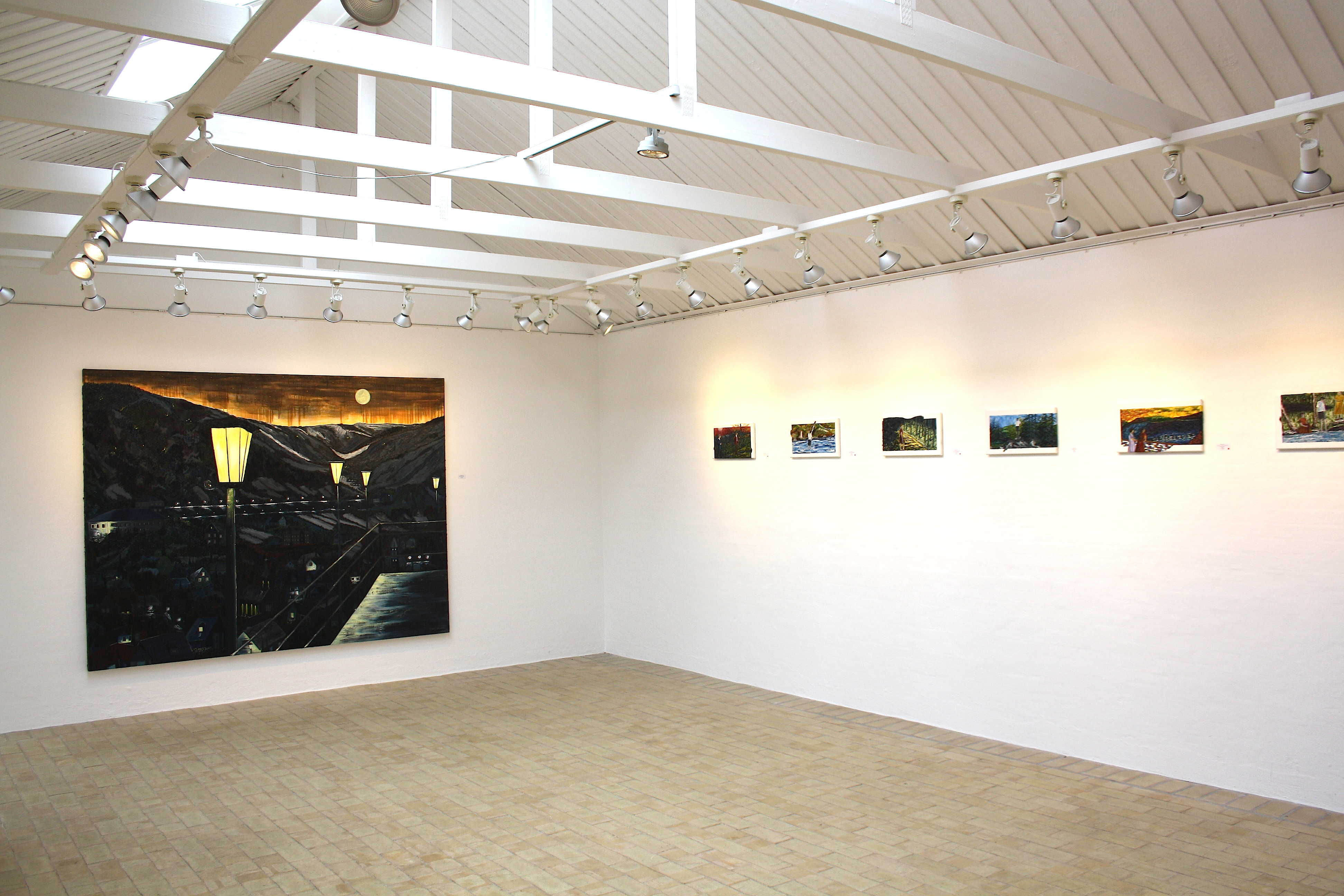
Ein Gruss Nachhause Galleri Franz Pedersen
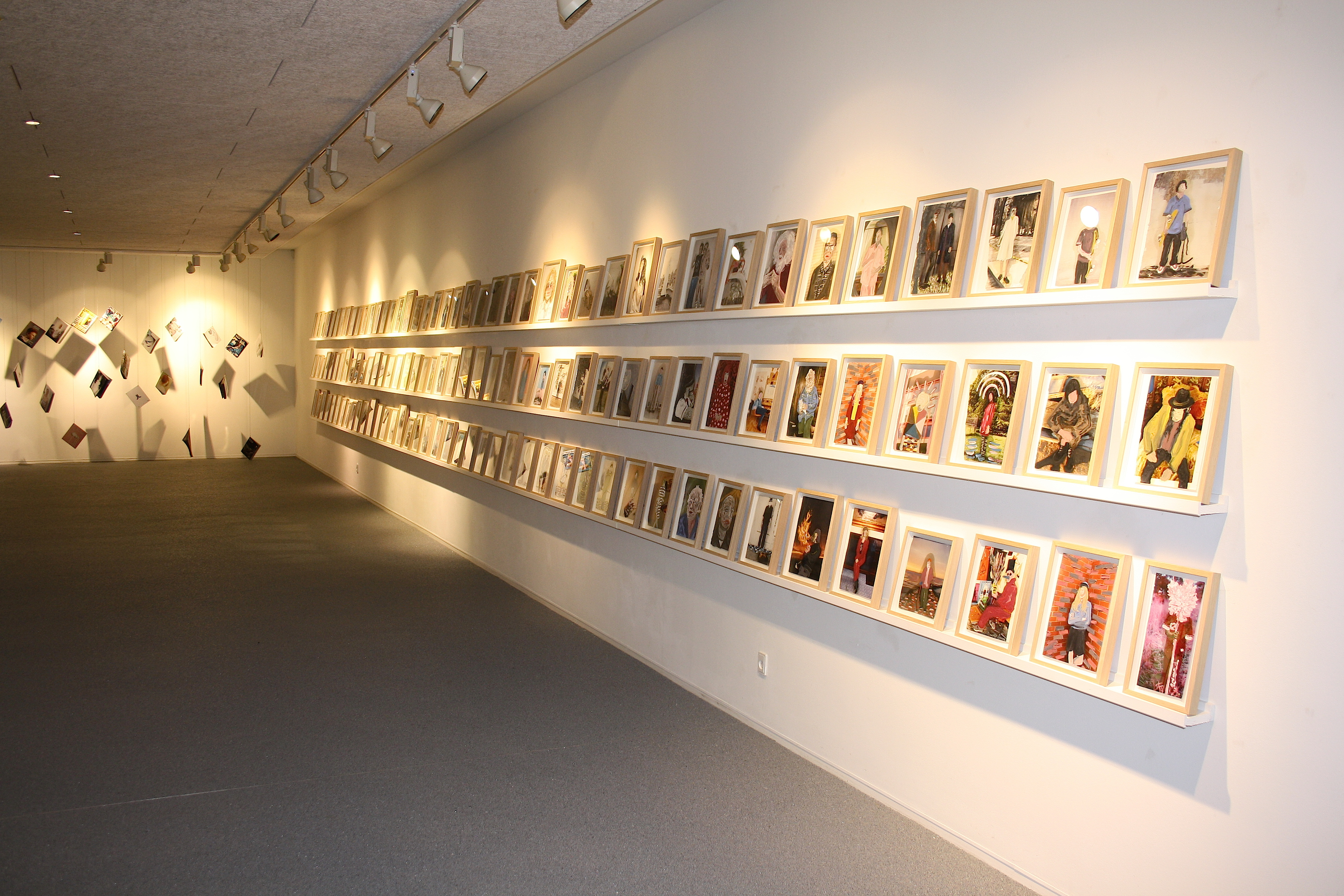
Art Matter Overgang 2016